# (3361) Orfeo
(3361) Orfeo es un asteroide perteneciente a los asteroides Apolo descubierto por Carlos Torres desde la Estación Astronómica de Cerro El Roble, Chile, el 24 de abril de 1982.

## Designación y nombre
Orfeo fue designado al principio como 1982 HR.
Posteriormente, en 1986, se nombró por Orfeo, un personaje de la mitología griega.

## Características orbitales
Orfeo está situado a una distancia media del Sol de 1,21 ua, pudiendo alejarse hasta 1,6 ua y acercarse hasta 0,8193 ua. Su inclinación orbital es 2,684 grados y la excentricidad 0,3228. Emplea en completar una órbita alrededor del Sol 486 días.
Orfeo es un asteroide cercano a la Tierra que forma parte del grupo de los asteroides potencialmente peligrosos.

## Características físicas
La magnitud absoluta de Orfeo es 19,03. Tiene un periodo de rotación de 3,532 horas y 0,3 km de diámetro.